# Крашич
Крашич (хорв. Krašić) — община в Хорватии, входит в Загребскую жупанию.
Община включает 33 населённых пункта. Общая площадь общины составляет 71,2 км².

## История
Впервые Крашич упоминается в документах, датированных 1249 годом. Однако при раскопках в районе Крашича были найдены следы более древней гальштатской культуры.
В период Второй мировой войны здесь проходили боевые действия.

## Население
По данным 2001 года, в ней проживало 3199 человек.